# Diskografija sastava Westside Connection
Diskografija američke hip hop grupe Westside Connection koju su osnovali Ice Cube, WC i Mack 10, sastoji se od dva studijska albuma, jednog kompilacijskog albuma, tri glavna singla i dva promotivna singla, te četiri spota. Grupa Westside Connection je objavljivala svoju glazbu preko diskografskih kuća Priority Records, Lench Mob Records, Hoo-Bangin' Records, EMI i Capitol Records.
Grupa je započela s djelovanjem 1994. godine sa suradnjama na raznim albumima. Debitantski studijski album Bow Down su objavili 1996. godine. Album je proizveo dva singla "Bow Down" i "Gangstas Make the World Go Round".  Drugi studijski album Terrorist Threats su objavili 2003. godine. Album ima samo jedan singl "Gangsta Nation" na kojem gostuje Nate Dogg. Na albumu se nalaze još dva promotivna singla "So Many Rappers in Love" i "Pimp the System". Nakon što je 2005. Mack 10 napustio grupu, godine 2007. objavljena je kompilacija hitova The Best Of: The Gangsta/The Killa/The Dope Dealer.

## Albumi

### Studijski albumi
| Bow Down                                                                                   | - objavljeno: 22. listopada 1996. - diskografska kuća: Priority, Lench Mob - formati: CD, LP, digitalni download     | 2  | 1 | - SAD: platinasta | - SAD: 1,700.000 |
| Terrorist Threats                                                                          | - objavljeno: 9. prosinca 2003. - diskografska kuća: Capitol, EMI, Hoo-Bangin' - formati: CD, LP, digitalni download | 16 | 3 | - SAD: zlatna     | - SAD: 679.000   |
| "—" znači da album nije objavljen u tom području ili da nije dospio na glazbenu ljestvicu. | |    |   |                   |                  |

### Kompilacije
| The Best Of: The Gangsta/The Killa/The Dope Dealer                                         | - objavljeno: 4. prosinca 2007. - diskografska kuća: Priority - formati: CD, digitalni download | — | — |
| "—" znači da album nije objavljen u tom području ili da nije dospio na glazbenu ljestvicu. |                                                                                                 |   |   |

## Singlovi

### Glavni singlovi
| "Bow Down"                                                                                 | 1996. | 21 | 19 | 1  | Bow Down          |
| "Gangstas Make the World Go Round"                                                         | 1996. | 40 | 30 | 10 | Bow Down          |
| "Gangsta Nation"                                                                           | 2003. | 33 | 22 | 9  | Terrorist Threats |
| "—" znači da singl nije objavljen u tom području ili da nije dospio na glazbenu ljestvicu. |       |    |    |    |                   |

### Promotivni singlovi
| "So Many Rappers in Love"                                                                  | 2003. | — | — | — | Terrorist Threats |
| "Pimp the System"                                                                          | 2003. | — | — | — | Terrorist Threats |
| "—" znači da singl nije objavljen u tom području ili da nije dospio na glazbenu ljestvicu. |       |   |   |   |                   |

## Videospotovi
| Naziv                              | Godina | Redatelj             |
| ---------------------------------- | ------ | -------------------- |
| "Bow Down"                         | 1996.  | Michael Martin       |
| "Gangstas Make the World Go Round" | 1996.  | Michael Martin       |
| "Let It Reign"                     | 1999.  | Hoo-Banngin' Films   |
| "Gangsta Nation"                   | 2003.  | Bohemin Visual Music |
| "Terrorist Threats"                | 2003.  | Rafael Villanueva    |

## Vanjske poveznice
- Diskografija
- Uspjeh na top ljestvicama